# Lafourche Parish
Lafourche Parish (franska: Paroisse de Lafourche) är ett administrativt område, parish, i delstaten Louisiana, USA. År 2010 hade området 96 318 invånare. Den administrativa huvudorten är Thibodaux.

## Geografi
Enligt United States Census Bureau har countyt en total area på 3 813 km². 2 809 av den arean är land och 1 004 km² är vatten.

### Angränsande områden
- Saint James Parish och Saint John the Baptist Parish - norr
- Saint Charles Parish - nordost
- Jefferson Parish - öst
- Mexikanska golfen - söder
- Terrebonne Parish - väst
- Assumption Parish - nordväst